# Coxring
Inom algebraisk geometri, en del av matematiken, är en Coxring en viss universal homogen koordinatring för en projektiv varietet, och är (ungefärligt sagt) en direkt summa av rummen av sektioner av alla isomorfiklasser av linjeknippen. Coxringar introducerades av Hu & Keel (2000) baserat på en tidigare konstruktion av Cox (1995).